# ویک اکرز
ویک اکرز (انگلیسی: Vic Akers؛ زادهٔ ۲۴ سپتامبر ۱۹۴۶) یک بازیکن فوتبال، و مربی (ورزش) اهل انگلستان است.
او در سال ۱۹۸۷ تیم فوتبال زنان آرسنال را تأسیس کرد و ۲۲ سال مربیگری این تیم را بر عهده داشت. وی در این مدت، بیش از ۳۳ عنوان قهرمانی در رقابت‌های مختلف با بانوان آرسنال به دست آورد.